# Leszcz
Leszcz (Abramis brama) – gatunek słodkowodnej ryby karpiokształtnej z rodziny karpiowatych (Cyprinidae).

## Występowanie

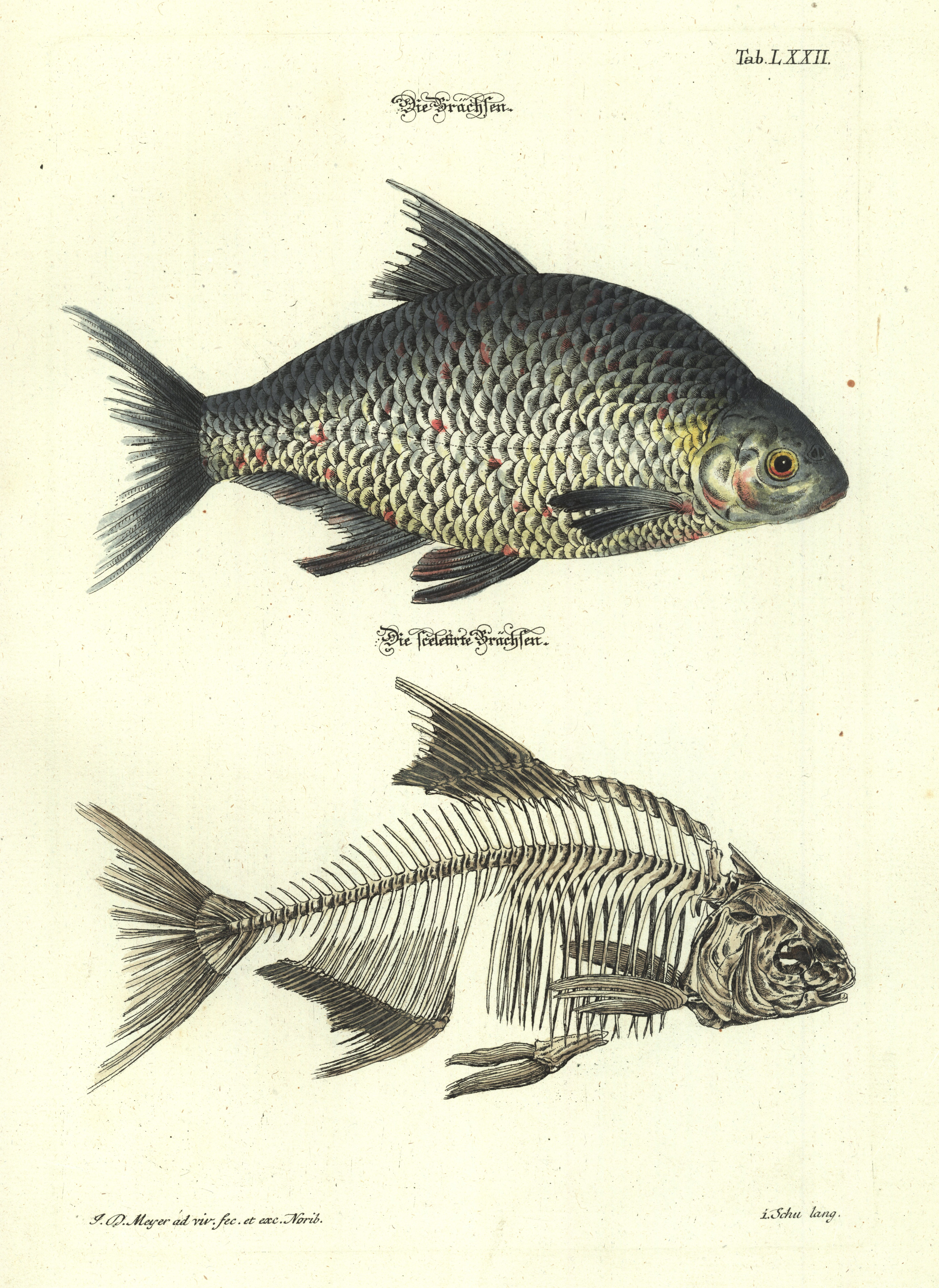
Leszcz, miedzioryt kolorowany (Johann Daniel Meyer, 1748)

Występuje w niemal całej Europie z wyjątkiem Półwyspu Iberyjskiego, Apenińskiego, zachodniej Francji, południowej części Półwyspu Bałkańskiego, północnej Szkocji oraz północnej Skandynawii. Występuje także w zachodniej Azji, został też zaaklimatyzowany na wielu obszarach Syberii. W Polsce jest pospolity w dużych jeziorach, rzekach nizinnych i w przybrzeżnej strefie Bałtyku.
W całym zasięgu występowania wyróżniano 2 rasy geograficzne, traktowane też jako podgatunki leszcza:
- leszcz aralsko-kaspijski[5] (Abramis brama orientalis) – rejon Morza Kaspijskiego i Aralskiego,
- leszcz południowoeuropejski[5] (Abramis brama danubii) – dorzecze Dunaju, obecnie nieuznawany za podgatunek[6].

Żyje w stadach w dolnych partiach dużych rzek (kraina leszcza), w jeziorach i zbiornikach zaporowych, najchętniej przebywa w głębokiej wodzie z bogatą roślinnością.

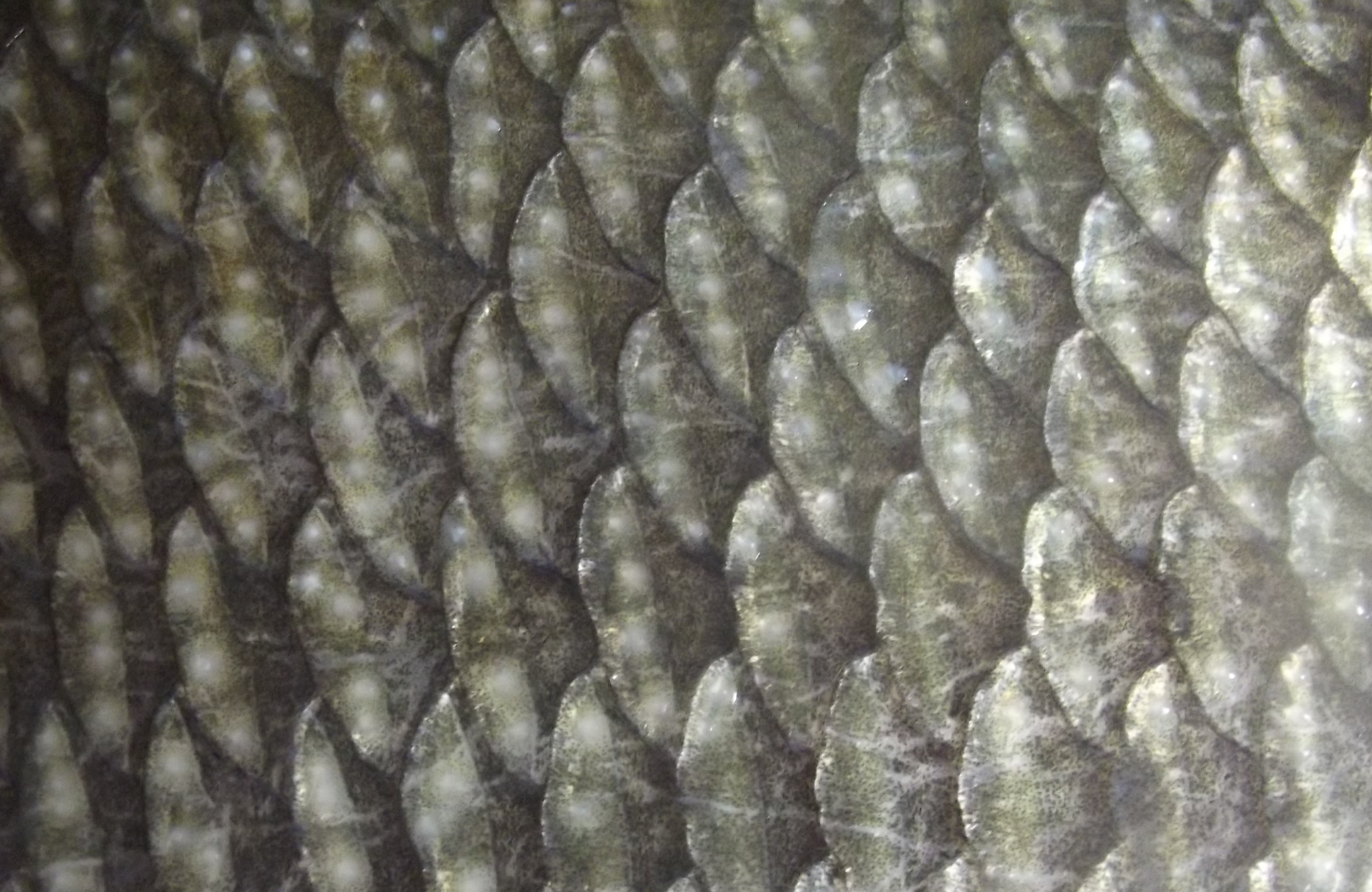
Układ łusek na ciele

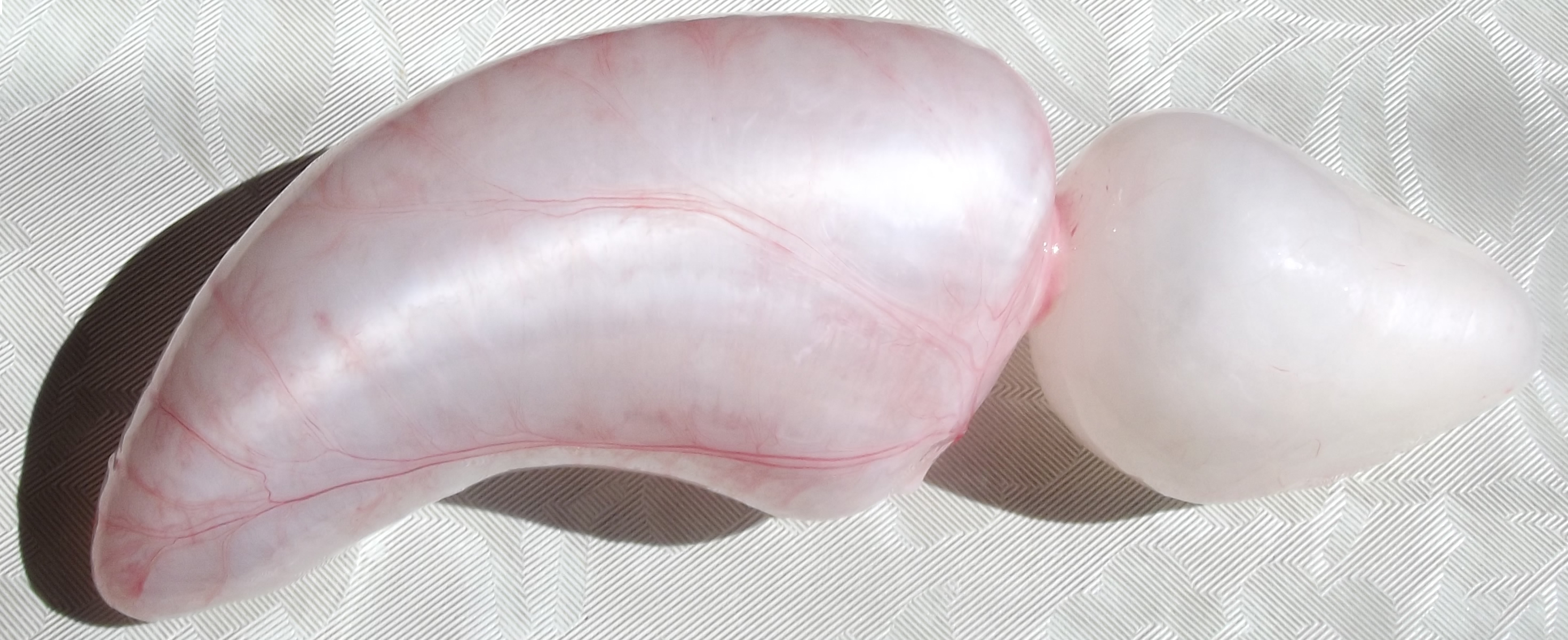
Pęcherz pławny leszcza

## Morfologia
Leszcz osiąga ponad 6 kg masy ciała i do 82 cm długości. Rekordowy okaz złowiony w 1912 w Finlandii ważył 11,5 kg. Ciało silnie wygrzbiecone oraz bocznie spłaszczone, pokryte dużymi, łatwo usuwalnymi łuskami. Otwór gębowy dolny, tworzy charakterystyczny, wysuwalny ryjek. Wzdłuż linii bocznej powyżej 50 łusek. W płetwie odbytowej powyżej 23 promieni, w płetwie grzbietowej 9–10 miękkich promieni. Grzbiet leszcza jest ciemny, z zielonkawym odcieniem, brzuch białawy, płetwy szaroniebieskie, jego boki zaś u młodych osobników srebrzyste, z wiekiem często uzyskują złotawy połysk.

## Odżywianie
Leszcz jest typowym bentosożercą – żywi się zwierzętami zamieszkującymi osady denne. Dzięki właściwościom swojego aparatu gębowego jest w stanie zasysać muł, a następnie wypluwać go i wyszukiwać cząstki pokarmu. Młode osobniki żywią się zooplanktonem.

## Rozród
Dojrzewa płciowo w wieku 4–7 lat. Trze się na płyciznach, gromadnie w V i VI przy temperaturze 12–16 °C. U samców w tym czasie na głowie i grzbiecie występuje wysypka tarłowa. Samica składa ikrę kilkukrotnie na roślinności podwodnej lub, w razie jej braku, na zanurzonych gałęziach. Narybek tworzy duże ławice. 

## Znaczenie gospodarcze
Leszcz ma dość duże znaczenie gospodarcze. Łowiony przez wędkarzy na spławik i grunt. W przeciętnie ciepłym roku wędkarski sezon leszczowy w rzece zaczyna się po tarle i trwa od czerwca do końca września. Kulminacja przypada w sierpniu.

## Ochrona

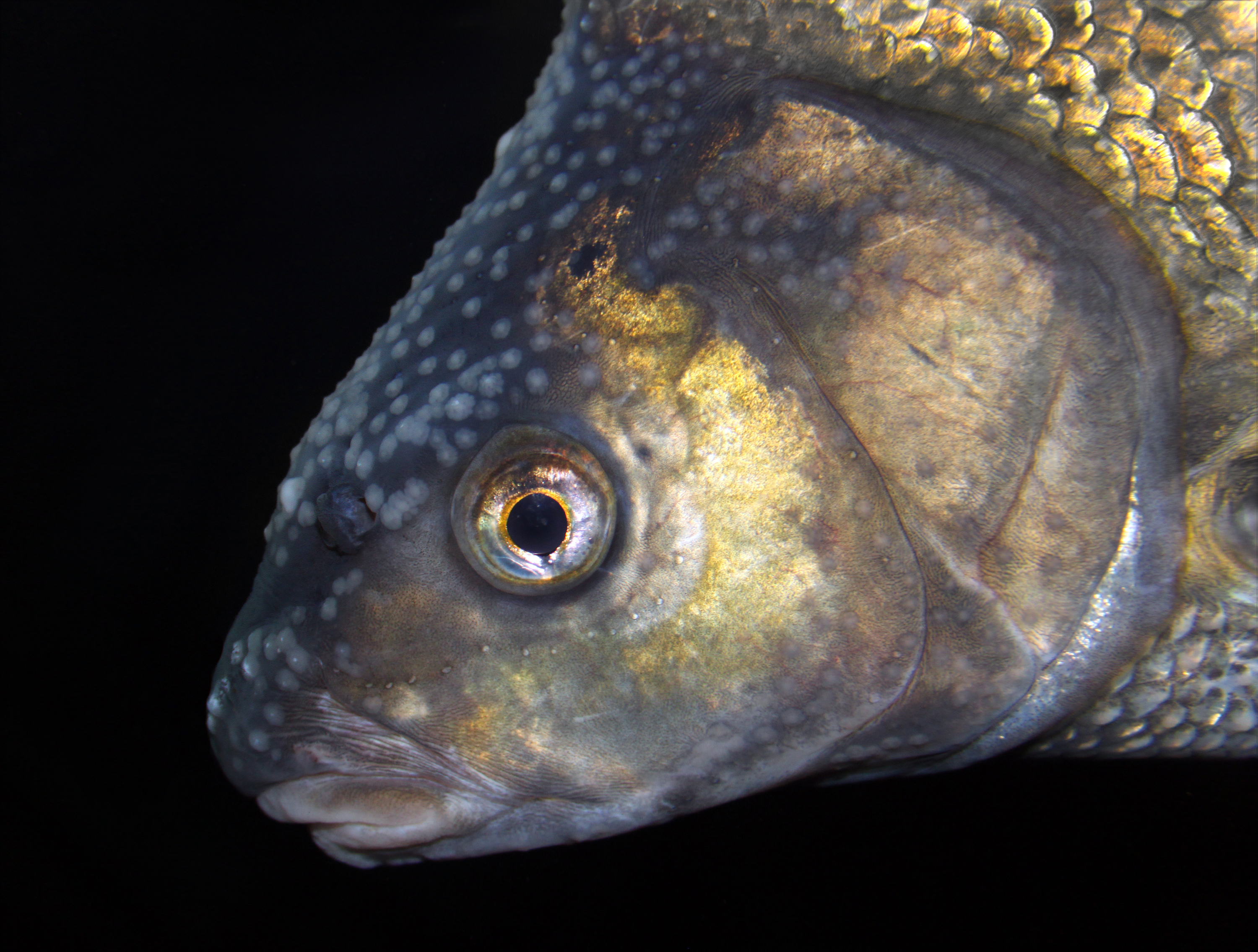
Charakterystyczna wysypka na głowie samca leszcza w okresie tarła

W wodach śródlądowych nie wyznaczono wymiaru ochronnego leszcza. W wodach morskich wymiar ochronny wynosi 40 cm. Wymiary ochronne ryb w poszczególnych okręgach wędkarskich PZW mogą się różnić.

## W kulturze
W sierpniu w Nowym Warpnie (powiat policki) odbywa się tradycyjne Święto Leszcza.